# Зозулі (Золочівський район)
Зозулі́ — село в Україні, у Золочівському районі Львівської області. Населення становить 620 осіб. Орган місцевого самоврядування — Золочівська міська рада.
Село Зозулі вперше згадується 1674 року. На місці теперішнього села були ліси, серед яких розміщалися поодинокі оселі з назвами: «Палкова гора», «Козакова гора», «Обертасів», «Бзова», «Осмалина», «Отарівка», «Переліски», «Монастирок», «Копані». 1848 року поодинокі оселі з'єднані в одну адміністративну громаду і поселення названо «Зозулі». За однією версією в основу назви села лягло ім'я запорозького козака Зозулі Панасенка, яке фігурувало в реєстрах складених після Зборівської битви, за іншою версією — село названо так через безліч зозуль, які жили в навколишніх лісах.
У 1890 році громада села створила одну кадастральну ґміну з містом Золочевом. У селі був монастир оо. Василіян.
На території села розміщено навчально-оздоровчий табір «Політехнік-4» Національного університету «Львівська політехніка».

## Постаті
- Владислав Козак
- Бахур Віталій Володимирович (1989—2014) — старший лейтенант Збройних сил України, учасник російсько-української війни.